# لولت، نیوجرسی
لولت (به انگلیسی: Lavallette) شهری در ایالت نیوجرسی کشور ایالات متحده آمریکا است که جمعیت آن در سرشماری سال ۲۰۱۰ میلادی، ۱٬۸۷۵ نفر بوده‌است.